# Kirchengeschichte
Die Kirchengeschichte ist eine Teildisziplin der Theologie und der Geschichtswissenschaft. Sie befasst sich sowohl mit der Dogmengeschichte bzw. der Geschichte der christlichen Theologie, als auch mit der soziologischen und (kirchen-)politischen Entwicklung der Kirchen. Das schließt auch rechts-, wirtschafts-, siedlungs- und sozialgeschichtliche Aspekte ein, soweit sie mit der Entwicklung der Kirchen in Verbindung stehen.
Die Arbeitsweisen der Kirchenhistoriker entsprechen der allgemeinen Geschichtswissenschaft, auch die Epochen werden gleich angesetzt. Die früher mit der jeweiligen konfessionellen Zugehörigkeit des Historikers verbundene parteiliche Sichtweise spielt heute nur noch eine untergeordnete Rolle. Es gibt dabei auch zahlreiche ökumenische kirchenhistorische Projekte. Dennoch ist die Kirchengeschichte institutionell an den Theologischen Fakultäten bzw. Instituten einer Universität angesiedelt. Manche kontroverstheologische Themenfelder innerhalb der Papstgeschichte, Konzilsgeschichte oder Geschichte der Reformation werden stärker in der Dogmatik behandelt. Dass die Erforschung der Geschichte einer bestimmten Kirche (auch heute noch) überwiegend von den angehörenden Historikern dieser jeweiligen Kirchen betrieben wird, hängt mit dem entsprechenden Interesse und Quellenzugang zusammen. Im deutschsprachigen Raum ist die Ostkirchengeschichte der orthodoxen Kirchen seit dem Großen Schisma im Jahr 1054 als separater Teil ausgegliedert und nicht Bestandteil der allgemeinen theologischen Ausbildung.

## Überblick

Entstehung der Konfessionsfamilien im Christentum

Das Christentum entstand – der christlichen Jahreszählung und der heute international am weitesten verbreiteten Zeitrechnung entsprechend – im 1. Jahrhundert aus dem Glauben einer Minderheit im palästinischen Judentum an die Gottessohnschaft Jesu von Nazaret. Urchristen wie Paulus von Tarsus und der Evangelist Johannes entfalteten diesen Glauben auch mit Begriffen aus der Philosophie der Antike. Seitdem verbreitete sich die neue Religion trotz Verfolgungen im gesamten Römischen Reich. Nach dem Ende der staatlichen Verfolgungen 311 wurde sie später zu dessen Staatsreligion und schließlich zur – bezogen auf die Anzahl ihrer Gläubigen – größten Weltreligion der Gegenwart. Mit der Bildung von Kirchen mit einer Beamtenhierarchie (Klerus) gingen dogmatische Streitfragen einher, die mitunter zu Kirchenspaltungen und Neubildung von Konfessionen führten.
Nach 300 Jahren waren etwa 10 bis 15 Prozent der Bevölkerung des römischen Reiches Christen geworden. Die theologischen Zentren dieser Ausbreitung lagen in Kleinasien, Syrien und Nordafrika. Nachdem es im Römischen Reich in der Zeit Konstantins erst toleriert und dann unter Justinian I. sogar zur Staatsreligion wurde, breitete es sich innerhalb der griechisch-römischen Kultur so stark aus, dass es außerhalb des Römischen Reichs mit diesem identifiziert wurde. In der ausgehenden Spätantike umfasste seine Ausdehnung die des Römischen Reichs und einiger angrenzender Gebiete wie Armenien oder Äthiopien; auch im Sassanidenreich breitete es sich, in Gestalt der nestorianischen Glaubensrichtung, langsam aus.
Die weitgehende Christianisierung des Römischen Reichs führte jedoch nicht zu einer christlichen Einheitskultur. Neben der Reichskirche mit einem lateinischen Schwerpunkt in Rom und einem griechischen in Konstantinopel gab es, insbesondere im Vorderen Orient und Ägypten, verschiedene monophysitische Kirchen und die Assyrische Kirche des Ostens, die alle in der lokalen Sprache und Kultur fest verankert waren und blieben.
Vom 6. bis 10. Jahrhundert erlebte das Christentum seine bisher schwersten Rückschläge in seiner Geschichte. Das Römische Reich zerbrach unter dem germanischen Ansturm (siehe Völkerwanderung und Spätantike). Die ursprünglichen christlichen Kernlande, der Vordere Orient und Nordafrika, wurden vom Islam überrannt (siehe auch: Islamische Expansion), ebenso Sizilien und Hispanien. Einer Expansion der Westkirche, insbesondere im Frankenreich, folgte ein absoluter Tiefpunkt des römischen Papsttums im 9. und 10. Jahrhundert. Die östlichen Ableger der Assyrischen Kirche, die bis in das Kaiserreich China gelangt waren, gingen fast alle im Mongolensturm unter.
Diesem Niedergang folgte ein erstaunlicher Aufschwung. Im Westen gingen von Wandermönchen und Klöstern Erneuerungsbewegungen aus, die nach und nach das ganze westliche Europa christianisierten und unter der römischen Kirche einigten und Spanien und Sizilien zurückgewannen. Von Konstantinopel aus wurden der Balkan und das europäische Russland christianisiert und es entwickelten sich neue Patriarchate. Die Assyrische Kirche breitete sich wieder als Minderheitsreligion entlang der Seidenstraße bis zur chinesischen Küste aus.
Im Spätmittelalter folgten weitere Rückschläge: Konstantinopel wurde von den Türken überrannt, die bis vor Wien gelangten. In Asien verschwanden die christlichen Niederlassungen bis auf wenige Reste in Indien. Im Westen war das Papsttum im Wesentlichen durch ein großes Schisma wieder auf einem organisatorischen und moralischen Tiefpunkt und wurde gerade im Kernland Italien teilweise vom Humanismus verdrängt.
Im 16. Jahrhundert kam es zu den protestantischen Reformationen und parallel dazu zu einer tiefgehenden Reform der katholischen Kirche. Gleichzeitig breitete sich das Christentum in Lateinamerika aus. Dieser katholischen Verbreitung folgte im 17. und 18. Jahrhundert eine ähnliche weltweite Verbreitung des Protestantismus durch die Holländer und Engländer in Nordamerika und Australien. Die Russisch-Orthodoxe Kirche expandierte nach Nordasien, insbesondere Sibirien und Japan. In Folge des Kolonialismus und der Afrikamission breitete sich das Christentum schließlich auch in weiten Teilen Afrikas aus.
Die Kirchengeschichte wird oft in vier große Zeitabschnitte eingeteilt:
- Alte Kirche. Von den Osterereignissen bis ungefähr zum Untergang des weströmischen Reichs. Hierzu gehört auch der Bereich Patristik.
- Mittelalter. Vom Zerfall des römischen Reichs bis zur Reformationszeit.
- Reformation. Von der Zeit Luthers und der Gegenreformation bis zum Dreißigjährigen Krieg und ungefähr zum Beginn der Aufklärung.
- Neuzeit. Von der Aufklärung bis heute. Ein eigenes Thema bildet die Zeit des Kirchenkampfes.

Die Geschichte der Ostkirchen wird auf Grund der seit den Abspaltungen unterschiedlich verlaufenen Geschichte anders gegliedert.

## Alte Kirche

### Urchristentum
Die Kirchengeschichte beginnt im ersten Jahrhundert mit der Entstehung einer Kirche oder Gemeinde von Anhängern des Jesus von Nazaret. Als Urchristentum oder apostolisches Zeitalter bezeichnet man ungefähr die hundert Jahre von 30 n. Chr. bis etwa 130 n. Chr. Einige Kirchen wurden in dieser Zeit noch von Aposteln und ihren direkten Schülern geleitet, zum Beispiel die Gemeinde in Jerusalem von Jakobus dem Gerechten, die Gemeinde in Ephesos vom Apostel Johannes und die Gemeinde in Alexandria von Johannes Markus. Zeugnisse wie etwa die Erscheinungen des Auferstandenen in Galiläa (Mk 14,28; Mk 16,7) führen dazu, dass Theologen wie Norbert Brox über sehr frühe christliche Gemeinden spekulieren, die es möglicherweise schon vor der Kreuzigung außerhalb Jerusalems gegeben habe, das „Urchristentum“ also nicht als eine urchristliche Gemeinde in Jerusalem gedacht werden dürfe, von der allein aus die spätere Entwicklung eingesetzt habe. Unter dieser Annahme begann das Urchristentum nicht erst am ersten Pfingstfest, sondern bereits mit den ersten Jüngerberufungen in Galiläa.
Das Christentum breitete sich vor allem durch die griechischsprachigen „Hellenisten“ schnell nach Samaria und Antiochia am Orontes aus, wo die Anhänger der neuen Religion zuerst Christen genannt wurden (Apg 11,26), dann nach Zypern, Kleinasien, Nordafrika, Griechenland und Rom. Die einzelnen Kirchen waren durch Briefe und reisende Missionare miteinander verbunden.
Im 1. Jahrhundert kam es zur graduellen Loslösung des Christentums vom Judentum, mit einem scharfen Schnitt nach der römischen Eroberung Jerusalems im Jahr 70, und schon davor gab es Auseinandersetzungen zwischen Judenchristen und Heidenchristen, bei denen es im Wesentlichen darum ging, wie weit nichtjüdische Christen ans jüdische Gesetz gebunden sind. Diese Auseinandersetzungen fanden eine erste Lösung im Apostelkonzil.
Ebenso entstanden in dieser Zeit die Briefe, Evangelien und übrigen Schriften des Neuen Testaments und kamen nach und nach in den liturgischen Gebrauch, parallel zu den von Anfang an verwendeten Schriften des Alten Testaments.

### Apostolische Väter
Apostolische Väter heißen die frühen Kirchenväter, die noch direkten Kontakt zu Aposteln hatten oder von diesen stark beeinflusst wurden.
Die Quellen bezüglich dieser Zeit sind ziemlich begrenzt. Relativ wenige Texte und Biografien sind erhalten.
In dieser Zeit entwickelt die Kirche sich zur Bischofskirche, wobei die Bischöfe damals Vorsteher einer örtlichen Gemeinde waren. Die Schriften des Neuen Testaments zirkulierten in verschiedenen Sammlungen in den Gemeinden.
Das Christentum wurde nach und nach vom römischen Staat als eigenständige nichtjüdische Gruppe wahrgenommen. Es kam zu Christenverfolgungen unter Domitian (81–96) und Trajan (98–117).

### Christenverfolgungen
Zu den ersten Christenverfolgungen und Märtyrern kam es bei innerjüdischen Auseinandersetzungen mit Tempelpriestern und Pharisäern (Stephanus, Jakobus der Ältere, Jakobus der Gerechte), dann auch im römischen Reich (Simon Petrus, Paulus von Tarsus) unter Nero.
In die Zeit der apostolischen Väter fiel die Christenverfolgung unter Trajan (98–117), der zum Beispiel Ignatius von Antiochien zum Opfer fiel.
Aus der Zeit von Trajan ist dessen Korrespondenz mit Plinius dem Jüngeren erhalten, aus der hervorgeht, dass der römische Staat zwar nicht von sich aus systematisch nach Christen fahndete, jedoch Leute, die als Christen angezeigt wurden, vor die Wahl stellte, dem Kaiser Opfer zu bringen, das heißt dem Christentum abzuschwören, oder hingerichtet zu werden. Anonyme Anzeigen wurden allerdings nicht berücksichtigt. Daraus resultierte für die Christen eine permanente Rechtsunsicherheit, die sie vom Wohlwollen nichtchristlicher Nachbarn abhängig machte. Das römische Reich wusste nicht so recht, wie es mit den Christen umgehen sollte; es entwickelte keine logische Verfahrensweise: nicht das Christsein, nur das Christbleiben wurde bestraft.
Während der folgenden Jahrzehnte kam es weitverbreitet zu lokalen Christenverfolgungen, teilweise durch die Behörden, teilweise direkt durch die Bevölkerung. Bei solchen lokalen Christenverfolgungen kamen Polykarp von Smyrna 155 in Kleinasien und Justin der Märtyrer in Rom als Märtyrer ums Leben. Unter Mark Aurel kam es in der Folge einiger Naturkatastrophen 177 in Lyon und Viennes zu massiven Verfolgungen.
Nach dem Tod von Mark Aurel 180 lebten die Christen in relativem Frieden bis zu den Christenverfolgungen unter Decius (249–253) und Valerian (253–260). Diese fanden, im Gegensatz zu früher, im ganzen Reich statt und zielten darauf, das Christentum auszurotten. Verbreitet war die Anwendung von Folter, um Christen zum Abfall zu bewegen. Insbesondere Bischöfe und Priester wurden getötet, Eigentum von Christen wurde konfisziert, christliche Schriften wurden zerstört.
Die massivsten Christenverfolgungen fanden Anfang des vierten Jahrhunderts unter Diokletian statt. Besonders im Osten des Reichs, in Kleinasien, Syrien und Palästina, verliefen sie sehr blutig.

### Apologeten
Als Reaktion auf die Verfolgungen und auf sarkastische Schriften heidnischer Schriftsteller (Kelsos) traten im 2. Jahrhundert Apologeten auf, die in ihren Schriften den christlichen Glauben verteidigten. Zu den bedeutendsten gehörten in der Mitte des 2. Jahrhunderts Justin der Märtyrer, Tatian und Athenagoras und Anfang des 3. Jahrhunderts Origenes und Tertullian.

### Theologische Auseinandersetzungen im 2. Jahrhundert
Die bedeutendste Auseinandersetzung des jungen Christentums im zweiten Jahrhundert war die mit der Gnosis, einer um die Zeitenwende entstandenen und im römischen Reich weit verbreiteten synkretistischen Geistesbewegung, die in sich eine reiche Palette philosophischer und kultischer Überlieferungen vereinte und auch christliche Überlieferungen in sich aufnahm, so dass auch eine christliche Variante der Gnosis entstand, von der einige Schriften überliefert sind, zum Beispiel das Thomasevangelium. Gegenüber der von der Gnosis vertretenen Geheimlehre, die nur Eingeweihten zugänglich ist, vertraten Kirchenväter die Apostolische Sukzession, in der die gleiche Lehre gepredigt wurde, die auch die Apostel gepredigt hatten.
Um die Mitte des zweiten Jahrhunderts gründete Marcion seine eigene Kirche, die ebenfalls teilweise gnostische Ideen beinhaltete und eine radikale Distanzierung von der jüdischen Tradition vertrat. Marcion erkannte nur wenige der neutestamentlichen Schriften an, in erster Linie die Paulusbriefe.
Ebenfalls um die Mitte des zweiten Jahrhunderts trat in Phrygien Montanus auf, der Gründer des Montanismus, einer ekstatischen Endzeit-Bewegung mit charismatischen Zügen, strenger Kirchenzucht, Askese und Eheverbot.
In der Reaktion auf Marcions Reduktion der neutestamentlichen Schriften und die neu legendenhaften oder gnostisch beeinflussten Schriften, entstanden verschiedene Listen von Schriften, die in den miteinander in Kommunion stehenden christlichen Gemeinden offizielle liturgische Verwendung fanden. Aus diesen Listen entwickelt sich im Verlauf der nächsten zweihundert Jahre nach und nach der neutestamentliche Kanon.
Eine weitere Reaktion der apostolischen Tradition gegen die verschiedenartigen Interpretationen des Neuen Testaments war die Entstehung von „Symbolen“ (Taufbekenntnissen), in denen der christliche Glaube in Kurzform zusammengefasst wurde. Eines der frühesten erhaltenen Bekenntnisse ist das Altrömische Glaubensbekenntnis.

### Kirchenväter
Vom letzten Viertel des zweiten Jahrhunderts an traten die ersten bedeutenden Kirchenväter auf: Irenäus von Lyon, in Gallien, Tertullian in Afrika. In Alexandria entstand unter Pantaenus und Clemens von Alexandria die erste christliche theologische Schule, die durch Origenes für ihre allegorische Bibelauslegung berühmt wurde.
Cyprian von Karthago verteidigte die allgemeine, inklusive Kirche gegen Novatian, der eine rigorose Exkommunikation von Sündern und Abgefallenen vertrat.
Eusebius von Caesarea schildert in zehn Bänden die Geschichte der christlichen Kirche von ihrem Entstehen bis gegen 324.

### Theologische Fragen im 3. Jahrhundert
Nach den Verfolgungen durch Decius sah sich die Kirche mit der Frage konfrontiert, wie sie mit den Christen umgehen sollte, die unter dem Druck der Verfolgung abgefallen waren – und allgemeiner mit Christen, die nach der Taufe schwer gesündigt hatten. Diese Frage der Ekklesiologie sollte insbesondere den Westen während der nächsten 150 Jahre beschäftigen. Eine Fraktion unter Novatian gehörte zu den ersten Gruppen, die um der Reinheit der Kirche willen eine rigorose Exkommunikationspraxis forderten, eine Haltung, die auch von den Donatisten vertreten wurde. Im Gegensatz dazu vertraten im 3. Jahrhundert Cyprian und im späten 4. Jahrhundert Augustinus von Hippo eine Kirche, die sich, wie ihr Gründer Jesus Christus, den Sündern zuwenden solle.
Die zweite Frage, die im 3. Jahrhundert von verschiedener Seite diskutiert wurde, betraf die Christologie, insbesondere das Verhältnis Jesu Christi zu Gott dem Vater. Sabellius war der prominenteste Vertreter des modalistischen Monarchianismus, der die Sicht vertrat, dass sich der eine Gott nacheinander als Schöpfer, Jesus Christus und Heiliger Geist offenbarte. Im Gegensatz dazu vertraten etwa Paul von Samosata und nach ihm Lukian von Antiochia, der seinerseits der Lehrer von Arius und Eusebius von Nikomedia war, den dynamischen Monarchianismus, der Jesus Christus ganz als Menschen sah, der bei seiner Taufe von Gott adoptiert worden war. Beide Lehren wurden von Bischofssynoden verurteilt. Die christologischen Streitigkeiten gingen jedoch bis ins 6. Jahrhundert weiter.
In der Bibelauslegung entwickelten sich zwei unterschiedliche Schulen, die Antiochenische Schule, die sich unter Berücksichtigung von Feinheiten des Wortschatzes und der Grammatik auf die Erforschung des tatsächlichen Schriftsinns konzentrierte, und die Alexandrinische Schule, die in der Nachfolge von Origenes den Schwerpunkt in der allegorischen Bibelauslegung hatte. Der Gegensatz zwischen Antiochia und Alexandria sollte sich später auch in der Politik und in der Dogmatik weiter auswirken.
In der Liturgie sind etwa bei Hippolytus Formulierungen überliefert, die bis heute in der orthodoxen, katholischen, anglikanischen und lutherischen Liturgie in Gebrauch sind, zum Beispiel der Anfang der Eucharistie:

„Der Herr sei mit euch

und mit deinem Geist!

Erhebet eure Herzen!

Wir erheben sie zum Herren.

Lasset uns Dank sagen dem Herren, unserm Gott.

Das ist würdig und recht.“

### Reichskirche im Römischen Reich

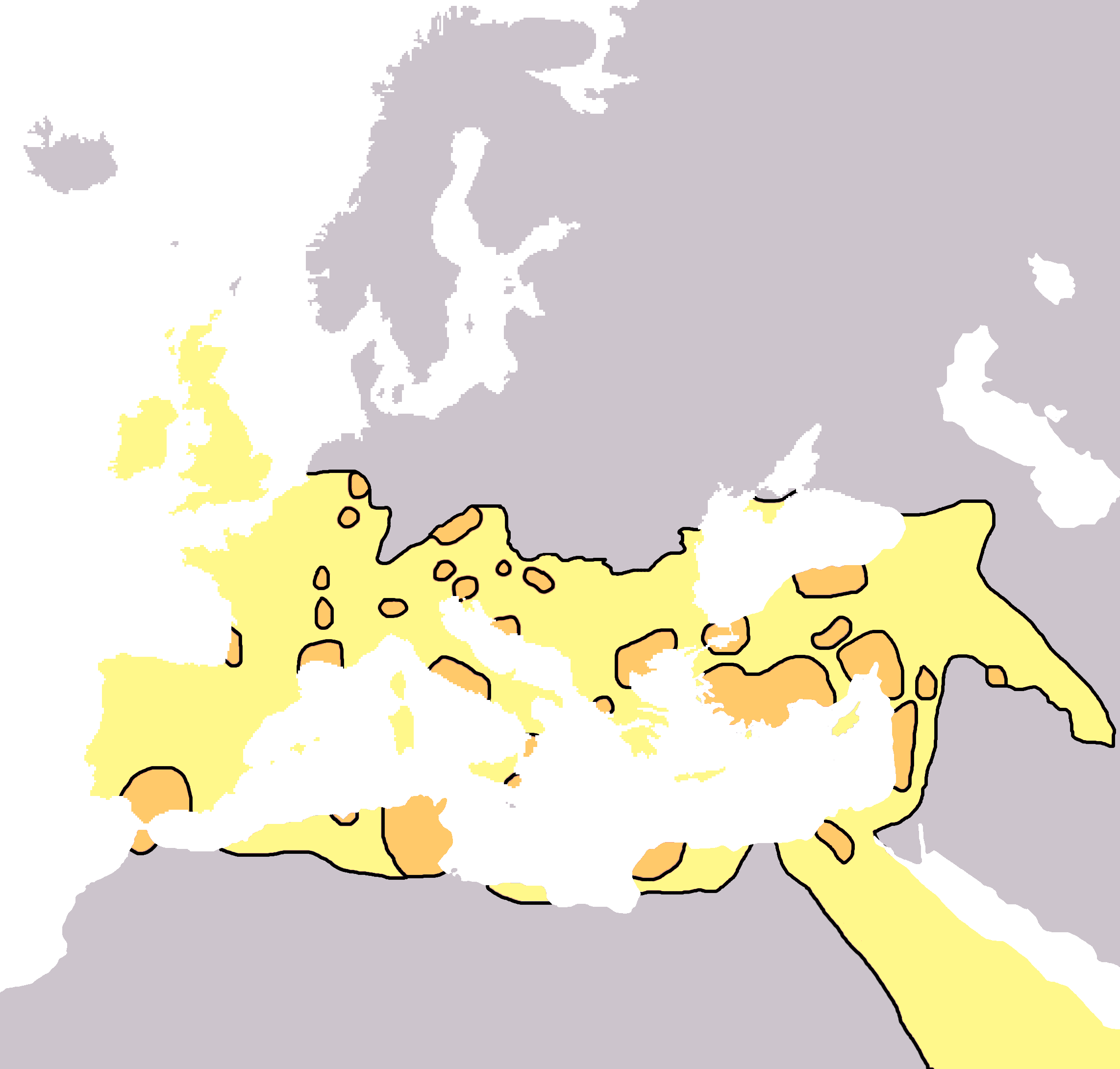
Ausbreitung des Christentums: 325 orange, 600 gelb

Die größte Christenverfolgung unter Diokletian (303–311) endete damit, dass Kaiser Galerius 311 das Toleranzedikt von Nikomedia verabschiedete, das die Christenverfolgungen im Römischen Reich im Wesentlichen beendete. Zwei Jahre später erweiterten Kaiser Konstantin I. und Licinius, Kaiser des Ostens, dieses Edikt in der Mailänder Vereinbarung, die allen im Römischen Reich freie Religionsausübung zusicherte.
Nach der konstantinischen Wende nahm die Zahl der Christen, die vor der diokletianischen Verfolgung etwa zehn Prozent der römischen Einwohner umfasst hatten (im Osten wohl mehr, im Westen eher weniger), stark zu – allerdings gab es in dieser Zeit auch Bekehrungen aus politischen Gründen, insbesondere in der Umgebung des Kaiserhofs, wo Christen von Konstantin und seinen Nachfolgern stark bevorzugt wurden – im vierten Jahrhundert allerdings meistens Christen der arianischen Richtungen. Der Versuch Kaiser Julians (regierte von 361 bis 363), die konstantinische Wende wieder rückgängig zu machen, scheiterte nicht zuletzt am frühen Tod des Kaisers.
In den Medien (Time Magazine, Der Spiegel) wird irrtümlich immer wieder behauptet, dass Konstantin das Christentum zur Staatsreligion erhoben habe. Zwar war das Verhältnis zwischen Konstantin und der Kirche sehr eng, aber erst Kaiser Theodosius I. erließ in den Jahren 380 (cunctos populos) und 390/391 Gesetze, die den christlichen Glauben vorschrieben, was von Historikern oft als Erhebung des Christentums zur Staatsreligion gedeutet wurde. Theodosius wurde von Ambrosius von Mailand unter Drohung der Exkommunikation zu einer mehrmonatigen öffentlichen Buße für das Massaker von Thessaloniki gezwungen (siehe dazu die Religionspolitik Theodosius’ I.).
Sein Sohn Arcadius andererseits verbannte Johannes Chrysostomos, den Patriarchen von Konstantinopel, als dieser seiner Frau Eudokia Vorhaltungen machte. Der arianisch gesinnte Constantius II. bedrohte die Bischöfe auf dem Konzil von Mailand (355) mit dem Schwert, um einen Konzilsentscheid zu erreichen. Faktisch zur Staatsreligion wurde das Christentum unter Justinian I., der die Einheit und eine enge Zusammenarbeit zwischen der Kirche (die sich mit göttlichen Dingen befasste) und dem Reich (das über die Moral gebot) vertrat. Er wird von der orthodoxen Kirche als Heiliger verehrt. Die von ihm komponierten Hymnen werden noch heute in der orthodoxen Liturgie verwendet.

#### Struktur der Kirche
Während es in den Jahren der Verfolgung im Wesentlichen lokale Kirchen mit mehr oder weniger gleichberechtigten lokalen Bischöfen gab, die miteinander in Kommunion standen (oder bei starken Unterschieden in der Lehre diese Kommunion abbrachen) entwickelt sich jetzt eine Hierarchie von Bischöfen. Schon früh hatten die Bischöfe von bedeutenderen Kirchen eine gewisse Autorität gegenüber ihren Kollegen, aber im 4. Jahrhundert hatten dann die Bischöfe von Provinzhauptstädten, im ersten Konzil von Nicäa als Metropoliten bezeichnet, eine klare Führungsrolle, wobei die Bischöfe von Alexandria, Antiochia, und Rom besonders erwähnt werden. De facto war jedoch im 4. Jahrhundert die Persönlichkeit eines Metropoliten oft entscheidender als der Rang der Stadt – Bischöfe wie Ossius von Córdoba, Eusebius von Nikomedia, Basilius von Caesarea, Hilarius von Poitiers, Ambrosius von Mailand oder Augustinus von Hippo spielten in der Kirche des 4. Jahrhunderts theologisch und kirchenpolitisch eine bedeutendere Rolle als die meisten ihrer Kollegen in Antiochia, Rom und Alexandria.
Während schon im 2. und 3. Jahrhundert in lokalen Synoden über Lehrfragen entschieden worden war, gab es im 4. Jahrhundert erstmals ökumenische Konzilien – das erste Konzil von Nicäa 325 und das erste Konzil von Konstantinopel 381 – denen nach damaliger Sicht die höchste Autorität in Fragen der Lehre und Kirchenorganisation zukam, wobei eine solche Autorität von der unterlegenen Seite längst nicht immer anerkannt wurde.

#### Mönchtum
Als Reaktion auf die zunehmende Verweltlichung des Christentums gab es im vierten Jahrhundert einen starken Zuwachs beim Mönchtum, das sich auf die asketischen Traditionen des Frühchristentums berief. Auch beim Mönchtum ist zu sehen wie das christliche Leben im Westen und Osten sich unterscheidet. Im Osten strebten die Mönche ein eremitisches Leben in der Wüste an. Im Westen hingegen wurde durch Benedikt von Nursia ein Zusammenleben mit anderen Mönchen entwickelt, das asketische Extreme vermied. Die Grundlage eines solchen Zusammenlebens war die Gehorsamkeit des Einzelnen gegenüber dem Abt. Die Mönche verzichteten auf Eigentum und achteten auf die Ausgewogenheit zwischen Arbeit und Gebet. Wissenschaft war in Benediktinerklöstern als Arbeit wichtig und so konnte das antike Gedankengut durch die Schulen und Schreibstuben in den Klöstern über mehrere Jahrhunderte hinweg überliefert werden. Ein Schwerpunkt war Ägypten, wo Antonius der Große und Pachomios zu Beginn des 4. Jahrhunderts die ersten Einsiedlergemeinschaften oder Klöster gründeten; andere bildeten sich in Kleinasien, stark gefördert durch Basilius von Caesarea. Im Westen verbreitete sich das Mönchtum noch im 4. Jahrhundert durch Johannes Cassianus und Martin von Tours in Gallien, ab dem 5. Jahrhundert durch Patrick von Irland in Irland und Schottland, im 6. Jahrhundert durch Benedikt von Nursia im Gebiet des römischen Reichs.

#### Christologie und Trinität
Die Frage der Trinität (Dreigestalt) Gottes gewann in der Frühphase des Christentums an Bedeutung. Eine sich auf den Presbyter Arius beziehende Gruppe von Christen (Arianismus) vertrat die Ansicht, dass Gottvater, Sohn und Heiliger Geist nicht wesensgleich (gr. ὁμοούσιος), sondern Sohn und Geist dem Vater nur wesensähnlich (gr. ὁμοιύσιος) oder gar wesensverschieden (Heterousianer um Aëtios von Antiochia) seien. Aus Sicht der Arianer war lediglich der Vater Gott. Geist und Sohn sind zwar von Anbeginn existent, aber von Gott geschaffen und damit lediglich Abbilder Gottes.
Diese Frage nach der Gestalt Gottes berührte auch die Eigenschaft des Christentums als Monotheismus und war damit von zentraler Bedeutung für das frühe Christentum.

### Nicht-chalcedonische Kirchen
Die Assyrische Kirche des Ostens hat sich beim nestorianischen Streit auf dem Konzil von Chalcedon (451) von den übrigen Kirchen getrennt, ohne jedoch tatsächlich den Nestorianismus zu vertreten.
Die Nestorianer waren die vorherrschende christliche Kirche im persischen Reich und unter den Abbassiden. Es waren nestorianische Christen, die an den Höfen der Kalifen die alten griechischen Philosophen ins Arabische übersetzten, die dann Jahrhunderte später von den Arabern ins europäische Mittelalter kamen. Die Nestorianer waren missionarisch sehr aktiv: es gab viele nestorianische Gemeinden und Bischöfe entlang der Seidenstraße und 635 kamen sie bis nach China, wo sie Klöster gründeten und einen Metropoliten einsetzten. Bis zum Jahr Tausend waren diese Gemeinden jedoch dem Islam und Buddhismus gewichen. Einzig in Südindien und Ceylon blieben nestorianische Gemeinden bestehen.
Die miaphysitischen Kirchen, unter anderem die Koptisch-orthodoxe Kirche und die Armenische Apostolische Kirche, haben 451 die Entscheidungen des ökumenischen Konzils von Chalcedon nicht anerkannt und sich daraufhin getrennt. Die Gründe dafür waren teils theologisch und teils politisch begründet.
Die Patriarchate von Alexandria (einschließlich Äthiopien) und Jerusalem waren weitgehend miaphysitisch und sagten sich von der Reichskirche los, wenn es auch überall parallel dazu Minderheiten gab, die bei der Reichskirche blieben.
Die Armenische Kirche bestand auch unter der Herrschaft der Sassaniden und Araber weiter und trug wesentlich zur armenischen Identität bei und hatte ihre eigene Literatur und Architektur, zahlreiche Klöster und Schulen und eine eigene Kunstrichtung. Sie verbreitete sich im Wesentlichen durch armenische Kolonien und Händler.

## Mittelalter

### Byzantinische Reichskirche

#### Hesychasmus

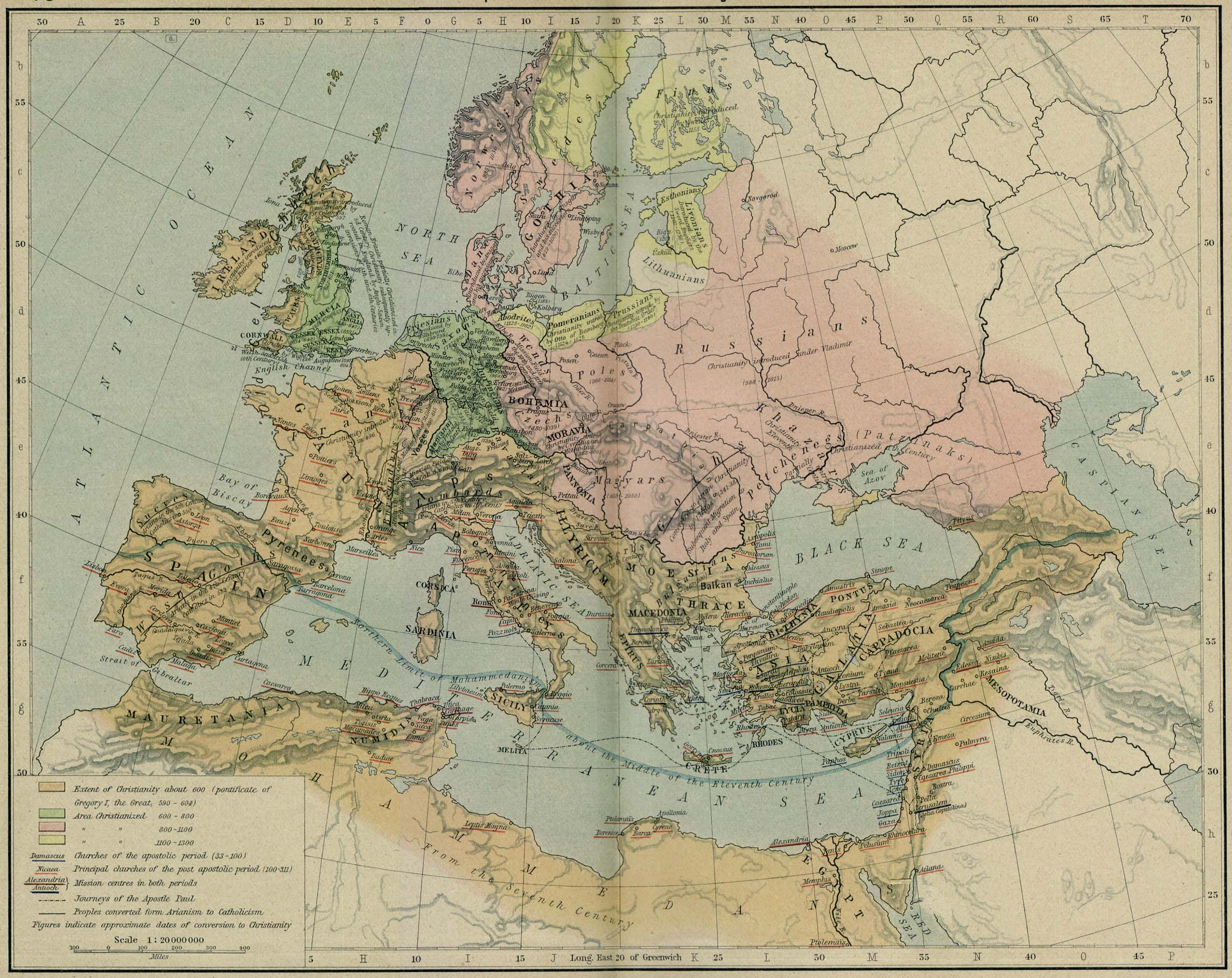
Christianisierung Europas:
braun: bis 600; grün: bis 800; rot: bis 1100; gelb: bis 1300

Der Hesychasmus ist eine Form von Spiritualität, die von orthodoxen byzantinischen Mönchen entwickelt wurde. Seine Ausgangsbasis bilden Verhaltensregeln des spätantiken Mönchtums. Mit ihm verbinden sich die Vorstellungen von Gelassenheit und innerem Frieden. Der Verwirklichung der hesychia dient beharrliches Üben im Rahmen einer speziellen Gebetspraxis. Die betenden Hesychasten wiederholen über lange Zeiträume die Gottesanrufung des Jesusgebets. Ihr Zentrum hatte die mittelalterliche hesychastische Bewegung in den Klöstern und Skiten auf dem Berg Athos. In ihrer Blütezeit im Spätmittelalter breitete sie sich auch in den nördlichen Balkanraum und nach Russland aus. Nach der Vernichtung des Byzantinischen Reichs durch die Osmanen im 15. Jahrhundert trat die hesychastische Praxis in den ehemals byzantinischen Gebieten in den Hintergrund. Die Tradition brach aber nicht ab und fand auch im russischen Mönchtum der Frühen Neuzeit Fortsetzer.

### Christianisierung Europas

#### Römisch-Katholische Mission
Die lateinischsprachigen Länder Westeuropas gehörten zum christianisierten römischen Reich. Auch nach dem Zusammenbruch des Westreichs blieb die Bevölkerung mehrheitlich beim römisch-katholisch-orthodoxen Glauben, auch dort, wo sie während der Völkerwanderung zeitweise von arianischen germanischen Stämmen beherrscht wurden.
Eine herausragende Rolle in der frühmittelalterlichen Missionierung von Mitteleuropa um das 6. Jahrhundert spielten iro-schottische Mönche, sowie die Einflüsse Roms. Sie wurde unter anderem vorangetrieben durch die Missionare Gallus, Columban, Bonifatius und Kilian, wobei diese Tätigkeit keinesfalls als ungefährlich zu gelten hatte. Karl der Große besiegte um 800 die Sachsen in Norddeutschland und erließ die Capitulatio de partibus Saxoniae.
Wann die Christianisierung einer Region oder einer Gruppe abgeschlossen war und ab wann die vorchristlichen Kulte nur noch in Brauchtum und Aberglaube fortbestanden, lässt sich in der Regel kaum exakt bestimmen.

#### Orthodoxe Mission
Die Christianisierung Osteuropas geschah im Wesentlichen von Konstantinopel aus.
Photios I. sandte im neunten Jahrhundert die ersten Missionare nach Russland. In der Mitte des zehnten Jahrhunderts gab es in Kiew eine christliche Kirche und die Großfürstin Olga von Kiew ließ sich taufen. Erst unter ihrem Enkel Wladimir I. (960–1015) kam es zu einer Massenbekehrung von Kiew und der Umgebung. 991 wurde die Bevölkerung von Nowgorod getauft. Beim Tod Wladimirs 1015 gab es drei Bistümer in Russland. Im zwölften Jahrhundert breitete sich das Christentum entlang der oberen Wolga aus. Die Mission geschah in erster Linie durch Mönche und es wurden zahlreiche Klöster gegründet.
Die Völker des Baltikums, die Prußen, Wenden, Letten und andere baltischen Stämme, sowie die Esten wurden erst im 10. bis 13. Jahrhundert im Zuge der deutschen Ostsiedlung zwangschristianisiert, wobei das Großfürstentum Litauen nicht erobert werden konnte und sich erst Ende des 14. Jahrhunderts zum Christentum bekehrte.

### Morgenländisches Schisma
Bis zur Mitte des 9. Jahrhunderts waren die östliche und die westliche Kirche trotz aller dieser Unterschiede in voller Kommunion miteinander. Zu einem ersten ernsten Konflikt kam es 862. Papst Nikolaus I. berief ein Konzil 862 in Rom ein, das Patriarch Photios von Konstantinopel absetzte und vermittelte diesen Entscheid im Ton eines absoluten Herrschers nach Konstantinopel, wo er von Patriarch und Kaiser ignoriert wurde. Photios engagierte sich sehr in der Slawenmission – er sandte Kyrill und seinen Bruder Methodius, die beiden Slawenapostel, nach Mähren. Zum Konflikt zwischen ihm und Rom kam es, als Papst Nikolaus I. in Mähren fränkische Missionare unterstützte, die das Glaubensbekenntnis mit dem in Spanien eingeführten Filioque lehrten – bisher war Rom in der Filioque-Frage neutral oder sogar dagegen gewesen. Photios, ein brillanter Theologe, konterte mit einer scharfen Enzyklika und berief ein Konzil in Konstantinopel ein, wo Nikolaus exkommuniziert wurde.
Es hatte weitere Zäsuren zwischen Ost- und Westkirche gegeben, u. a.:
- angeblich bei der Begründung des ostfränkisch-deutschen Kaisertums durch Otto I. (962),
- dann beim „Schisma der beiden Sergioi“, Papst Sergius IV. (1009–1012) und Patriarch Sergios II. (1001–1019), in den Jahren 1011/1012.

Zum Bruch kam es, als die Normannen über einen Zeitraum von mehreren Jahrzehnten im 11. Jahrhundert das bisher byzantinische und großteils griechischsprachige Süditalien eroberten. Papst Leo IX. versprach dem byzantinischen Gouverneur der Provinz Hilfe, unter der Bedingung, dass die bisher östlichen Kirchen dieses Gebiets den westlichen Ritus übernehmen sollten. Der Gouverneur war einverstanden, der Klerus in keiner Weise. Der herrisch auftretende Kardinal Humbert von Silva Candida, führender Theoretiker einer absoluten Papstherrschaft, wurde als Gesandter nach Konstantinopel geschickt. Er versuchte jedoch gar nicht den Konflikt beizulegen: Er bestritt den Titel des ökumenischen Patriarchen, bezweifelte die Gültigkeit seiner Weihe, beschimpfte einen Mönch, der die östlichen Bräuche verteidigte usw. Am Ende legte Humbert am 16. Juli 1054 eine Bulle mit der Exkommunikation von Kerullarios und weiteren orthodoxen Klerikern auf den Altar der Hagia Sophia. In dieser Bulle wird die orthodoxe Kirche als „Quelle aller Häresien“ bezeichnet. Nach der schnellen Abreise Humberts wurden dieser und seine Begleiter seinerseits von Kerullarios und einem Konzil exkommuniziert (Humbert und Begleiter, nicht der Papst). Die übrigen östlichen Patriarchen stellten sich klar auf die Seite von Konstantinopel und wiesen die Ansprüche Roms ebenfalls zurück.

### Abteireform von Cluny
Von der Abtei Cluny ging zu Beginn des 10. Jahrhunderts eine umfassende Reformbewegung aus. Die Hauptgedanken der Reform waren strenge Beachtung der Benediktsregel und die Vertiefung der Frömmigkeit des einzelnen Mönches in Verbindung mit einer Erinnerung an die Vergänglichkeit des Irdischen. Daneben standen eine Reform der Klosterwirtschaft und Loslösung der Klöster aus dem Herrschaftsanspruch der Bischöfe; die Klöster wurden direkt dem Schutz des Papstes unterstellt.

### Der Investiturstreit
Der Investiturstreit bezeichnet die Eskalation der Rivalität zwischen geistlicher (Papsttum) und weltlicher (Kaiser- bzw. Königreiche) Macht im Hochmittelalter. Konkret ging es um die Amtseinsetzung von Geistlichen – sog. Investitur – durch die weltliche Macht. Ab 1076 kam es mit dem Hoftag in Worms zur Eskalation zwischen dem als Reformpapst bezeichneten Gregor VII. und Heinrich IV. Gregor setzte seinen Machtanspruch gegenüber König Heinrich durch, indem er ihn 1076 absetzte und somit einen Abfall der meisten deutschen Bischöfe und Fürsten bewirkte. Dies provozierte 1077 den Bußgang nach Canossa von Heinrich, woraufhin er wieder eingesetzt wurde. Nach einem konfliktreichen halben Jahrhundert, in welchem es u. a. zur Ernennung eines Gegenpapstes durch Heinrich kam, brachte das Wormser Konkordat 1122 die Lösung des Konfliktes: Der deutsche Kaiser musste fortan auf die Investitur des Papstes verzichten, durfte jedoch weiterhin bei der Bischofswahl anwesend sein und Reden halten.

### Kreuzzüge
Die Kreuzzüge waren religiös motivierte Kriege zwischen 1095/99 und dem 13. Jahrhundert angefangen von Christen im Westen. Im engeren Sinne werden unter den Kreuzzügen nur die in dieser Zeit geführten Orientkreuzzüge verstanden, die sich gegen die muslimischen Staaten im Nahen Osten richteten. Nach dem Ersten Kreuzzug wurde der Begriff „Kreuzzug“ auf andere militärische Aktionen ausgeweitet, deren Ziel nicht das Heilige Land war.

## Zeitalter der Reformation
Im Mittelalter rebellierten zahlreiche Neuerer gegen eine moralisch verkommene Kirche. Sie wollten die fehlgelaufene Geschichte korrigieren (lateinisch corrigere), die Kirche der Frühzeit wiederherstellen (restituere), eine verkrustete Lehre erneuern (renovare) und die kirchlichen Ämter umgestalten (reformare).

### Lutherische Reformation
Martin Luther (1483–1546) war der theologische Urheber der Reformation. Als zu den Augustiner-Eremiten gehörender Theologieprofessor entdeckte er Gottes Gnadenzusage im Neuen Testament wieder und orientierte sich fortan ausschließlich an Jesus Christus als dem „fleischgewordenen Wort Gottes“. Nach diesem Maßstab wollte er Fehlentwicklungen der Christentumsgeschichte und in der Kirche seiner Zeit überwinden.
Seine Betonung des gnädigen Gottes, seine Predigten und Schriften und seine Bibelübersetzung, die Lutherbibel, veränderten die von der römisch-katholischen Kirche dominierte Gesellschaft in der frühen Neuzeit nachhaltig. Entgegen Luthers Absicht kam es zu einer Kirchenspaltung, zur Bildung evangelisch-lutherischer Kirchen und weiterer Konfessionen des Protestantismus.
Siehe auch: Philipp Melanchthon und Magdeburger Centurien

### Reformiert-Calvinistische Reformation
Huldrych Zwingli (1484–1531) war der erste Zürcher Reformator. Während Luther nur Missstände in der Kirche, die seinem Verständnis der Bibel widersprachen (zum Beispiel den Ablasshandel), entfernen wollte, akzeptierte Zwingli in der Kirche nur das, was ausdrücklich in der Bibel stand. In dem Marburger Religionsgespräch (1529) zwischen Luther und Zwingli wurden die biblischen Grundlagen der Abendmahlslehre diskutiert. Trotz kleinerer Annäherungen gelang es aber nicht, die schon zuvor unversöhnlichen Positionen aufeinander zu zubewegen.
Die Theologie von Zwingli wurde in der zweiten Generation von Heinrich Bullinger (1504–1575) fortgesetzt. Mit dem Consensus Tigurinus zwischen Bullinger und Johannes Calvin (1509–1564), dem Reformator, der in Straßburg und Genf arbeitete, entstanden die reformierten Kirchen.
Der Calvinismus hat neben den reformierten Kirchen auch auf nahezu alle anderen Kirchen im angloamerikanischen Raum mehr oder weniger stark eingewirkt. Die Bekenntnisgrundlage der Anglikanischen Kirche, die neununddreißig Artikel, ist hauptsächlich von Calvin beeinflusst. Ähnliches gilt für die Baptisten und Methodisten.

### Anglikanische Reformation
Die anglikanischen Landeskirchen sehen sich als Teile der einen, heiligen, katholischen und apostolischen Kirche, die sich der Tradition und Theologie der englischen (und zum Teil schottischen) Reformation verpflichtet haben. Jedoch versteht die anglikanische Kirche ihre „Reformation“ nicht als einen Bruch mit der vorreformatorischen Kirche, sondern als notwendige Reform der katholischen Kirche der britischen Inseln. Damit ist die anglikanische Kirche sowohl katholische Kirche als auch reformatorische Kirche, die allerdings seit der Reformation eine bewusst eigenständige christlich-anglikanische Tradition und Theologie entwickelt hat.
In der anglikanischen Lehre gibt es ein weites Spektrum zwischen der High Church (Anglokatholizismus), die in Liturgie und Lehre den anderen katholischen Kirchen nahesteht, und der Low Church, die dem Protestantismus, insbesondere dem Calvinismus, nahesteht.

### Radikale Reformation und Täufer
Thomas Müntzer verband die Reform der Kirche mit der Forderung nach einer revolutionären Umwälzung der politischen und sozialen Verhältnisse. Hier lagen auch die theologischen Wurzeln des Deutschen Bauernkriegs, die von Martin Luther abgelehnt wurden. Dabei kam es auch in Thüringen zur Gründung des Ewigen Rates, der die politischen und sozialen Forderungen der Bauern durchsetzen sollte.

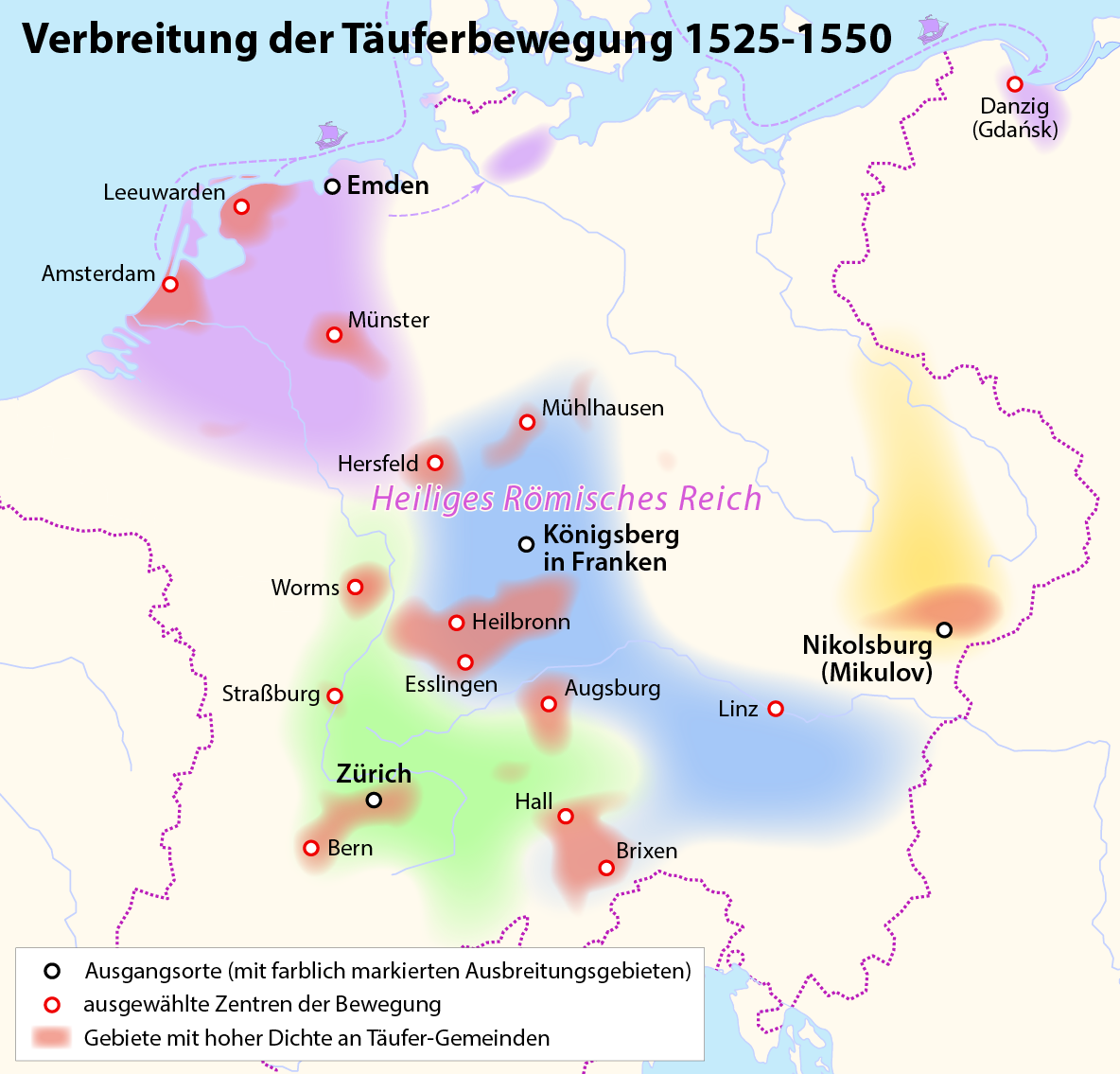
Verbreitung der Täuferbewegung (1525–1550)

Eine bedeutende Strömung innerhalb der Reformation bildeten die Täufer. Ihr Ruf wurde bald durch das radikale Täuferreich von Münster, das 1535 endete, überschattet. Die von ihnen ausschließlich praktizierte Gläubigentaufe, die von ihren Gegnern irreführend als Wiedertaufe bezeichnet wurde, war Folge ihrer Ekklesiologie. „Kirche“ war für sie die Gemeinde der Gläubigen, in der die sozialen Schranken gefallen waren. Sie praktizierten das allgemeine Priestertum und wählten ihre Ältesten sowie Diakone auf demokratische Weise innerhalb der Gemeinden. Sie traten für die Trennung von Kirche und Staat ein und forderten generelle Religionsfreiheit (also nicht nur für sich). Viele von ihnen verweigerten den Kriegsdienst und den Eid. Zu ihnen gehören unter anderem die heute noch bestehenden Glaubensgemeinschaften der Hutterer und der Mennoniten.
Eine weitere Gruppe der radikalen Reformation bildeten die Antitrinitarier, die ebenso wie die Täufer von Seiten des Staates und anderer Kirchen verfolgt wurden. Zum Teil gab es auch Überschneidungen zwischen täuferischen und antitrinitarischen Ansätzen. Zu dauerhaften Kirchenbildungen der Unitarier kam es zunächst nur in Polen-Litauen und Ungarn-Siebenbürgen. Heute gibt es weltweit unitarische Kirchen, wobei sich ein Teil von ihnen inzwischen auch für nicht-christliche Anschauungen geöffnet hat.
In ihren Strukturen weniger fassbar war die von ihren Gegnern als „Schwärmer“ bezeichnete Gruppe. Die Spiritualisten waren mit der Täuferbewegung verwandt und ging zum Teil aus ihr hervor. Sie vertraten einen stark verinnerlichten Glauben. Ihr Ziel war es nicht in erster Linie, eine sichtbare und verfasste Kirche zu bilden. Zu ihren bedeutenden Vertretern gehörten Sebastian Franck und Kaspar Schwenckfeld. Noch heute gibt es in den USA eine von deutschen Einwanderern gegründete Schwenkfelder Church.
Die genannten Gruppen wurden von den katholischen, lutherischen und reformierten Obrigkeiten mit großer Härte verfolgt – ohne Ansehen ihrer unterschiedlichen Zielsetzungen und Lehren. Tausende von friedlichen Täufern wurden wegen ihrer Überzeugungen gefangen gesetzt, gefoltert und bei lebendigem Leib verbrannt oder ertränkt. Man spricht daher – parallel zum Genozid – inzwischen auch von einem Ekklesiozid, der an den Täufern verübt worden ist.

### Katholische Gegenreformation
Als Gegenreformation bezeichnet man allgemein die Reaktion der römisch-katholischen Kirche auf die protestantische Reformation, die sich im Bereich der katholischen Theologie und der Kirche abspielte.
Der Begriff Gegenreformation bezeichnet außerdem einen Prozess innerhalb der römisch-katholischen Kirche, die im Zuge des Konzils von Trient seit etwa 1545 versuchte, den sich sowohl politisch als auch institutionell etablierenden Protestantismus zurückzudrängen.

### Hexenverfolgung
Im ausgehenden Mittelalter und besonders in der Frühen Neuzeit wurden immer wieder Frauen und auch Männer als Hexen bzw. Hexer angeklagt. In den Hexenprozessen hatten die Angeklagten in der Regel keine reale Chance, ihre Unschuld zu beweisen. Die Urteile beruhten meist auf Denunziation und Geständnissen, die unter Folter zustande kamen. Die Verurteilten wurden in der Regel auf dem Scheiterhaufen verbrannt. Sie wurden zudem oft gezwungen, ihrerseits angebliche Mittäter zu denunzieren. Hexenverfolgungen wurden sowohl von kirchlichen Stellen als auch von staatlichen Amtsträgern betrieben. Auch wenn sie religiös begründet wurden, sind sie nicht einfach auf die Kirchen zurückzuführen. Oft wirkte auch die ortsansässige Bevölkerung mit.
In der älteren Forschungsdiskussion vermutete Opferzahlen von mehreren Millionen Menschen sind heute aufgrund der besseren Quellenlage deutlich reduziert worden; man rechnet mit einigen zehntausend hingerichteten Hexen und Hexern. Dabei gibt es eindeutige regionale Schwerpunkte. Vor allem im Alpenraum und in Mitteleuropa kam es zu Verfolgungswellen. In Süddeutschland zum Beispiel taten sich im späteren 16. Jahrhundert einige Bischöfe hervor. Dagegen gab es beispielsweise in Spanien – trotz der dort sehr mächtigen Inquisition – so gut wie keine Hinrichtungen.

## Neuzeit

### Hauptentwicklung
In der Neuzeit entwickeln sich alle Kirchen im Wesentlichen separat weiter.

#### Lutherische Orthodoxie
Die Phase der Lutherischen Orthodoxie schließt an das Wirken Martin Luthers und die Reformation an und bezeichnet die Phase der Konsolidierung der lutherischen Theologie, etwa von 1580 bis 1730. Kennzeichnend ist die Ausbildung umfangreicher und kleingliedriger Lehrsysteme und Dogmatiken, etwa von Martin Chemnitz, Johann Friedrich König oder Abraham Calov. Während der Hochorthodoxie wandelte sich die dogmatische Herangehensweise von der auf Melanchthon zurückgehende Loci-Methode zur auf den theologischen Aristotelismus zurückgehenden analytischen Ordo-Methode. Die lutherische Orthodoxie wurde vielerorts durch Pietismus und Aufklärung verdrängt, erfuhr aber im Neuluthertum des 19. Jahrhunderts eine Wiederbelebung.

#### Pietismus
Als Pietismus wird die wichtigste Frömmigkeits- und Reformbewegung des Protestantismus nach der Reformation bezeichnet. Der Pietismus wurde vom mystischen Spiritualismus, dem englischen Puritanismus, den Werken Martin Luthers und der lutherischen Orthodoxie beeinflusst. Der Begriff etablierte sich gegen Ende des 17. Jahrhunderts, im Zuge des Konfliktes der lutherischen Orthodoxie mit Philipp Jacob Spener und seinen Anhängern. Diese stellten im Hallischen Pietismus die Verinnerlichung religiösen Lebens mit Bekehrung und Wiedergeburt, Entwicklung persönlicher Frömmigkeit mit neuen Formen gemeinschaftlichen Lebens und Ablösung von der Obrigkeit. Als programmatische Schrift diente Speners Schrift Pia desideria von 1675. Auf dem Höhepunkt der Entwicklung um 1700 versuchte August Hermann Francke die Erneuerungsbewegung von Halle aus gegen die Orthodoxie und die Aufklärung durchzusetzen. Ab 1740 kam es zur Ausbreitung des Württemberger Pietismus. Zum Pietismus wird auch die in den 1720er Jahren von Nikolaus Ludwig von Zinzendorf gegründete Herrnhuter Brüdergemeine gerechnet.

#### Aufklärung
Die Aufklärung hat das Christentum im 17. und frühen 18. Jahrhundert politisch erheblich geschwächt. Der bedeutendste Wandel bestand in der teilweisen Distanzierung von Kirche und Staat. Seither ist es in vielen Staaten möglich, die Ansichten der jeweiligen Kirche offen abzulehnen oder aus der Kirche auszutreten.
Die mit der Aufklärung zunehmende Religionskritik und ihre Resultate lassen sich jedoch nicht auf den Prozess der Säkularisierung beschränken. Komplementär zur Säkularisierung entstanden ab dem 17. Jahrhundert auch religiöse Bewegungen, die die Dogmen der Amtskirchen kritisch hinterfragten und stattdessen eigene Glaubensformen ausbildeten, so beispielsweise der Pietismus. Dabei rückte die individuelle Verbindung des Gläubigen zu Gott immer mehr in den Mittelpunkt. Im Zuge der Aufklärung kam es zur Ausbildung der Neologie, einer radikalen Dogmen- und Bibelkritik. Deren Hauptvertreter Johann Salomo Semler gilt als Begründer der historisch-kritischen Methode. Die römisch-katholische Kirche stand dieser Methode bis zum Zweiten Vatikanischen Konzil weitgehend ablehnend gegenüber; 1943 hatte Papst Pius XII. in seiner Enzyklika Divino afflante Spiritu erstmals einige der historisch-kritischen Methoden akzeptiert. Gotthold Ephraim Lessing stellte im Zuge des Fragmentenstreits als einen „garstig breiten Graben“ zwischen zufälligen Geschichtswahrheiten und notwendigen Geschichtswahrheiten fest.

#### Theologische Strömungen seit der Aufklärung
Seit der Aufklärung bis heute entstanden immer wieder neute theologische Positionen, Richtungen und Strömungen innerhalb des Christentums und innerhalb der Konfessionen. Dazu zählen unter anderem die Vermittlungstheologie, die Theologie des Neuluthertums, der Liberale Protestantismus (Liberale Theologie), der katholische Modernismus, der Theologische Rationalismus, dialektische Theologie, Befreiungstheologie, feministische Theologie, Schwarze Theologie, Evangelikalismus, Charismatische Theologie.

#### Römisch-Katholische Kirche der Neuzeit
Nach den Umwälzungen der Aufklärung und der Napoleonischen Zeit sah sich auch die römisch-katholische Kirche einer neuen gesellschaftlichen Realität gegenüber. Die Zeit der geistlichen Fürstentümer endete in Deutschland mit dem Reichsdeputationshauptschluss 1803. In der Phase der Restauration stand die römisch-katholische Kirche auf der konservativen Seite der Restauratoren und des Antimodernismus. Dies gipfelte im Ersten Vatikanischen Konzil, auf welchem 1870 das Unfehlbarkeitsdogma formuliert wurde. Dieses führte zur Abspaltung der Altkatholiken, welche die Unfehlbarkeit des Papstes ablehnten. Während der Industrialisierung kritisierte die römisch-katholische Kirche die menschenverachtende Ausbeutung der Arbeiterschaft und Papst Leo XIII. formulierte eine umfangreiche Soziallehre.
Zur Zeit des Ersten Weltkrieges versuchte die römisch-katholische Kirche neutral zu bleiben. 1933 unterzeichnete Pius XI. das Reichskonkordat, welches das Verhältnis von römisch-katholischer Kirche und Deutschem Reich regelte. Das Zweite Vatikanische Konzil von 1962 bis 1965 markierte den Beginn umfangreicher Modernisierungsmaßnahmen und der Öffnung gegenüber der Moderne.

#### Globalisierung des Christentums | Christenheit weltweit
In der Neuzeit kam es einer Ausbreitung des Christentums in Gebiete, die zuvor nicht dadurch geprägt waren. Es kam mehrfach zu Schwerpunktverlagerungen.
Im 16. Jahrhundert breitete sich das Christentum durch die Mönchsorden, die den spanischen und portugiesischen Entdeckern folgten, in Lateinamerika und entlang den Küsten von Afrika und Asien weiter aus als je zuvor. Dieser katholischen Verbreitung folgte im 17. und 18. Jahrhundert eine ähnliche weltweite Verbreitung des Protestantismus durch die Holländer und Engländer und durch Auswanderer, die protestantischen Minderheitskonfessionen angehörten. Die Russisch-Orthodoxe Kirche expandierte nach Nordasien, insbesondere Sibirien und Japan.
Im 19. Jahrhundert verbreitete sich der Protestantismus in ganz Nordamerika, war die dominierende Religion in Australien, expandierte in Lateinamerika und hatte Missionen in fast jedem afrikanischen und asiatischen Land.
Im 20. Jahrhundert verlegte sich der Schwerpunkt des Christentums erneut. Kernlande der protestantischen Kirchen waren jetzt die Vereinigten Staaten. Um 1965 waren die Christen hälftig auf westliche und nichtwestliche Länder verteilt, und in den folgenden Jahrzehnten wurden die Christen der Dritten Welt zur Mehrheit. Besonderen Aufschwung hatten dort neue, lokale Kirchen der charismatischen Richtung – nicht die traditionellen Kirchen.
Die Entwicklungen sind sehr unterschiedlich. Während die Anzahl von Christen bzw. Kirchenmitgliedern in manchen Regionen der Erde schrumpft, wächst sie in anderen. Laut Tagesspiegel "[lebten] vor hundert Jahren (..) mehr als 80 Prozent aller Christen in Europa und Nordamerika, heute [2017] wohnen von 2,2 Milliarden Christen zwei Drittel in Asien, Afrika und Lateinamerika. Laut Statistik der „World Christian Encyclopedia“ wird das Christentum im globalen Süden im Jahr 2025 auf 1,7 Milliarden Menschen anwachsen, während es in Nordamerika bei rund 270 Millionen stagniert und in Europa auf 514 Millionen schrumpft." (Zitat Tagesspiegel) Wachstums- und Schrumpfungsprozesse gibt es also parallel, aber insgesamt findet ein Wachstum statt.

#### Ökumene und zwischenkirchliche Zusammenarbeit
Die ökumenische Bewegung strebt die im Idealfall weltweite Einigung und Zusammenarbeit der verschiedenen christlichen Kirchen an. Ihre institutionelle Gestalt liegt vor allem im Rahmen des Ökumenischen Rates der Kirchen vor. Weiterhin haben sich verschiedene weltweite und lokale Arbeitsgemeinschaften gegründet. Zu ihnen gehören die Weltweite Evangelische Allianz, die Konferenz Europäischer Kirchen, die Vereinigung Evangelischer Freikirchen und die Arbeitsgemeinschaft Christlicher Kirchen in Deutschland.

### Einzelne Nebenentwicklungen

#### Osmanisches Reich, Türkei und Christenverfolgung
Die orientalischen Christen waren im Osmanischen Reich in das Millet-System eingebunden und genossen gegen Zahlung einer Sondersteuer eine gewisse Autonomie, bei der die christlichen Kirchen als Ethnie am Hofe vertreten waren. Die orthodoxen Kirchen galten als ein gemeinsames Patriarchat, das von den Griechen dominiert wurde, was zum Unabhängigkeitsstreben der slawischen Völker unter osmanischer Herrschaft beitrug. Das Millet-System hat in wenig veränderter Form in einigen Nachfolgestaaten des Osmanischen Reiches (die Türkei nicht dabei) überlebt.

### Zeit des Nationalsozialismus

#### Evangelische Kirche
Am 23. Juli 1933 errangen die Deutschen Christen mit nationalsozialistischer Unterstützung einen Erdrutschsieg bei den Kirchenwahlen. Ihr rechtswidriges Vorgehen bei der Usurpation der evangelischen Kirchenleitungen und die Verbreitung von Irrlehren riefen die Bekennende Kirche (BK) auf den Plan. Diese legte am 31. Mai 1934 auf der ersten reichsweiten Bekenntnissynode ihren Einspruch in der Barmer Theologischen Erklärung dar.
Nach der Dahlemer Bekenntnissynode vom Oktober 1934 wurde dem Reichsbruderrat am 22. November 1934 eine „Vorläufige Kirchenleitung“ (VKL) der Deutschen Evangelischen Kirche an die Seite gestellt. Diese VKL wandte sich am 10. April 1935 mit ihren Gravamina an den Führer und Reichskanzler Adolf Hitler.
Eindrucksvoll wehrte sich die am 26. September 1935 in Berlin-Steglitz tagende 3. Bekenntnissynode der Evangelischen Kirche der altpreußischen Union in ihrer Botschaft an die Gemeinden Die Freiheit der Gebundenen gegen die staatlichen Übergriffe.
Am 28. Mai 1936 übergab Wilhelm Jannasch ein Protestschreiben der zweiten Vorläufigen Leitung der Deutschen Evangelischen Kirche an Reichskanzler Hitler in der Reichskanzlei „in die Hände des damaligen Staatssekretärs Meißner“.
Die zunehmende Ablehnung auch eines „positiven Christentums“ durch weltanschauliche Kräfte um Alfred Rosenberg, die den Mythus des 20. Jahrhunderts beförderten, führte am Reformationstag 1937 zur Erklärung der 96 evangelischen Kirchenführer gegen Alfred Rosenberg wegen dessen Schrift Protestantische Rompilger.
1939 wurde unter Zustimmung von drei Vierteln der Leitungen der deutschen Evangelischen Landeskirchen (inzwischen mehrheitlich von Deutschen Christen beherrscht) das Eisenacher „Institut zur Erforschung und Beseitigung des jüdischen Einflusses auf das deutsche kirchliche Leben“ gegründet. Dieses Institut hatte die Hauptaufgabe der Zusammenstellung eines neuen „Volkstestamentes“ im Sinne des im Mythus des 20. Jahrhunderts von Alfred Rosenberg geforderten „Fünften Evangeliums“, das den Mythos des „arischen Jesus“ verkünden sollte. Diese neuartige „Bibel“ hatte dank des Widerstandes der Bekennenden Kirche nicht den von den deutschchristlichen Gründern erhofften (und zum Teil auch von Bekenntnis-Christen geförderten) Erfolg. In der Bearbeitung dieses Volkstestamentes wurde auch auf Bibelkritik der damaligen Zeit Rücksicht genommen (Herausnahme einer Lohn-Straf-Moral und anderes mehr). Diese Aspekte und diese Phase der evangelischen Kirchengeschichte und Christentumsgeschichte sind geschichtlich noch wenig aufgearbeitet.
Das Verdienst der Bekennenden Kirche, ihre historische Leistung, lässt sich am ehesten so beschreiben, wie es der Kirchenhistoriker Kurt Dietrich Schmidt in seiner großen Kirchenkampf-Vorlesung kurz vor seinem Tod 1964 prägnant und eindrücklich getan hat:
„Wenn diese natürliche Volkstums- und Rassereligion gesiegt hätte“ – mit ihrer Blut- und Boden-Ideologie, mit ihrer theologischen Rechtfertigung des NS-Staates als einer neuen Offenbarung Gottes, mit ihrem Gott in der Tiefe der deutschen Seele, mit ihrer Abschaffung des Alten Testamentes und wesentlicher Teile des Neuen Testaments, mit ihrer Ablehnung des sog. Weltprotestantismus, also der Ökumene, wenn diese Religion auf breiter Front gesiegt und die ganze evangelische Kirche überrannt hätte –, „so wäre es damit um das Kirche-Sein der evangelischen Kirche in Deutschland geschehen gewesen. Das also ist das erste und wohl auch das Größte, was die zunächst kleine Minderheit, aus der dann die BK wurde, erreicht hat, dies, daß die evangelische Kirche ‚Kirche‘ blieb … Es war nur eine kleine Minderheit, die mit der Parole ‚Kirche muss Kirche bleiben‘ aufstand, und sie hat durch viel Verkennung, Schmach und Leiden hindurch diese Parole bewähren müssen. Deshalb ist es in der Tat etwas Großes, daß sie ‚ihr Ziel‘ erreicht hat.“.
Und der Philosoph Volker Gerhardt fasst den Ertrag des Kirchenkampfes so zusammen:
„Der Widerstand gegen die von einer totalitären Politik versuchte Ausrottung des Glaubens gehört zu den wichtigsten theologischen Ereignissen des 20. Jahrhunderts.“

#### Römisch-katholische Kirche
Vor der Machtergreifung distanzierte sich der deutsche Episkopat vom Nationalsozialismus, indem er den Katholiken verbot, sich in der NSDAP zu engagieren, und NS-Verbänden untersagte, bei kirchlichen Prozessionen mitzumarschieren. Sämtliche Diözesen im Deutschen Reich sahen sich 1932 veranlasst, die Zugehörigkeit zur NSDAP für „unvereinbar mit dem christlichen Glauben zu erklären“. Im überwiegend katholischen Rheinland und in Bayern erreichte die NSDAP kaum mehr als 20 Prozent der abgegebenen Stimmen gegenüber teilweise über 60 Prozent in protestantischen Regionen.
Nachdem sich Hitler mehrmals kirchenfreundlich äußerte und in seiner Regierungserklärung am 23. März 1933 die beiden großen christlichen Kirchen als „wichtigste Faktoren zur Erhaltung unseres Volkstums“ bezeichnete, relativierte die katholische Kirche ihre bisherige Kritik.
Die Bischöfe zogen ihre Unvereinbarkeitsbeschlüsse zurück. Am 20. Juli 1933 schloss die Römische Kurie überraschend das Reichskonkordat ab.

#### Freikirchen
Die damalige patriotische Einstellung vieler Deutscher gab es auch unter den Mitgliedern der Freikirchen. Außerdem wurde die Hitler-Regierung als Bollwerk gegen die Gefahren des Sowjetkommunismus gesehen. Die Freikirchen hatten, verglichen mit den großen Volkskirchen, nur wenige Mitglieder. Somit sahen sie sich von vornherein nicht in der Lage, einflussreiche Stellungnahmen abzugeben, auch wenn sie bedenkliche Vorgänge bemerkten. Wegen dieser geringen Größe waren die Freikirchen für nationalsozialistische Kontrollorgane wie etwa Gestapo eher unbedeutend, so dass sie in ihren Gottesdiensten einige Freiheit hatten. So war es sogar möglich, dass ein Baptistenprediger wie Arnold Köster oft Kritik an Merkmalen der nationalsozialistischen Weltanschauung übte.

### Einführungen und Überblicksdarstellungen
- Hans Ammerich, Lenelotte Möller: Einführung in das Studium der Kirchengeschichte. (= Einführung Theologie). WBG (Wissenschaftliche Buchgesellschaft), Darmstadt 2014, ISBN 978-3-534-23541-4, 160 S.
- Georg Denzler, Carl Andresen: Wörterbuch Kirchengeschichte. dtv, München 1982; 5. aktualisierte Auflage 1997; Lizenzausgabe Matrix, Wiesbaden 2004; CD-ROM (= Digitale Bibliothek. Band 81). Directmedia Publishing, Berlin 2004, ISBN 3-89853-481-2.
- Manfred Heim: Kleines Lexikon der Kirchengeschichte. C.H. Beck, München 1998.
- Edward Norman: Geschichte der katholischen Kirche. Von den Anfängen bis heute. Theiss, Stuttgart 2007.
- Bernd Moeller: Geschichte des Christentums in Grundzügen. 10. Auflage, UTB, Göttingen 2011, ISBN 3-8252-0905-9.
- Wolfgang Sommer, Detlev Klahr: Kirchengeschichtliches Repetitorium. 5. Auflage, UTB, Göttingen 2012.

### Methodiklehrbücher
- Christoph Markschies, Arbeitsbuch Kirchengeschichte. UTB, Tübingen 1995.
- Tobias Jammerthal, David Burkhart Janssen, Jonathan Reinert, Susanne Schuster: Methodik der Kirchengeschichte. Ein Lehrbuch. UTB, Tübingen 2022, ISBN 978-3-8252-5851-1, 158 S.
- Martin H. Jung: Kirchengeschichte. UTB, Tübingen 2022, ISBN 978-3-8252-5758-3, 331 S.
- Andreas Stegmann/Matthias Deutschle/Jennifer Wasmuth: Proseminar Kirchengeschichte. Einführung in die Methodik des wissenschaftlichen Arbeitens. Mohr Siebeck, Tübingen 2022, ISBN 978-3-8252-5983-9.

### Lexika
Basisinformationen zu Einzelthemen und Personen sind zumeist auch den allgemeinen theologischen und sonstigen einschlägigen Lexika zu entnehmen, darunter:
- Theologische Realenzyklopädie
- Lexikon für Theologie und Kirche
- Religion in Geschichte und Gegenwart
- Biographisch-Bibliographisches Kirchenlexikon
- Dictionnaire d’histoire et de géographie ecclésiastiques
- Reallexikon für Antike und Christentum
- Dictionary of the History of Ideas
- Historisches Wörterbuch der Philosophie
- Paulys Realencyclopädie der classischen Altertumswissenschaft
- Das wissenschaftliche Bibellexikon im Internet

### Handbücher
- Raymund Kottje, Bernd Moeller (Hrsg.): Ökumenische Kirchengeschichte. Matthias-Grünewald-Verlag, Mainz 1970 (3 Bände).
- Thomas Kaufmann, Raymund Kottje, Bernd Moeller, Hubert Wolf: Ökumenische Kirchengeschichte. Wissenschaftliche Buchgesellschaft, Darmstadt 2007/08 (3 Bände).
- Karl Heussi: Kompendium der Kirchengeschichte. 18. Auflage, Tübingen 1991.
- Norbert Brox: Kirchengeschichte des Altertums. 3. Auflage Patmos, Düsseldorf 2006.
- Hubert Jedin (Hrsg.): Handbuch der Kirchengeschichte (= Digitale Bibliothek. Band 35). Directmedia Publishing, Berlin 2006, ISBN 978-3-89853-435-2.
- Isnard Wilhelm Frank: Kirchengeschichte des Mittelalters. Patmos, Düsseldorf 2008.
- Heribert Smolinsky, Klaus Schatz: Kirchengeschichte der Neuzeit. Patmos, Düsseldorf 1993, (Leitfaden Theologie. 21, 2 Bände).
- Carl Andresen: Handbuch der Dogmen- und Theologiegeschichte. 2. Auflage. Vandenhoeck & Ruprecht, Göttingen 1999.
- Wolf-Dieter Hauschild: Lehrbuch der Kirchen- und Dogmengeschichte in 2 Bänden. Gütersloher Verlagshaus, Gütersloh 1999.
- Johannes Wallmann: Kirchengeschichte Deutschlands seit der Reformation. 6. Auflage, UTB, Tübingen 2006.
- Armin Sierszyn: 2000 Jahre Kirchengeschichte. 4. Auflage. SCM R. Brockhaus, Witten 2018, ISBN 978-3-417-26471-5 (Neuauflage der Kirchengeschichte in 4 Bänden).

### Reihen
- Geschichte des Christentums („Blaue Reihe“) Kohlhammer, Stuttgart 1975.
- Ulrich Gäbler, Johannes Schilling (Hrsg.): Kirchengeschichte in Einzeldarstellungen („Schwarze Reihe“), 39 Bände. Evangelische Verlagsanstalt, Leipzig.
- Martin Greschat (Hrsg.): Gestalten der Kirchengeschichte, 14 Bände. Kohlhammer, Stuttgart 1993.
- Geschichte des Christentums, 14 Bände. Herder Verlag, Stuttgart 2004.
- Zugänge zur Kirchengeschichte. Vandenhoeck & Ruprecht, Göttingen 1987 ff.